# 四凶
四凶（しきょう、Sìxiōng）とは、古代中国の舜帝に、中原の四方に流された四柱の悪神。
『書経』と『左伝』に記されているが、内容は各々異なる。四罪と同一視されることが多いが、左伝に記されているものが一般的である。

## 『左伝』における四凶
『春秋左氏伝』文公18年には、以下の四凶について述べている。
- 渾敦（こんとん）
- 窮奇（きゅうき）
- 檮杌（とうごつ / とうこつ）
- 饕餮（とうてつ）

## 『書経』における四凶
『書経』に記されているものは四罪とすることが多い。舜四凶とも称される。
- 共工
- 驩兜（かんとう）
- 禹の父親である鯀
- 三苗